# Frederick Denison Maurice
Pour les articles homonymes, voir Maurice.
Frederick Denison Maurice, plus souvent appelé F. D. Maurice (29 août 1805 à Normanston, Suffolk - 1er avril 1872) est un théologien et socialiste chrétien anglais.

## Biographie
Sa famille est unitarienne, il fit d'abord des études de droit au Trinity College (Cambridge). Il se convertit à l'anglicanisme et étudia pour devenir pasteur au Collège d'Exeter (Oxford). Ordonné en 1834, il devint professeur d'histoire puis de théologie au King's College de Londres en 1840. Ses opinions théologiques l'obligèrent à quitter ses postes dans les années 1850. Il fonda alors le Queens' College (Londres) puis le Working Men's College, un établissement de formation continue.
Il est commémoré dans l'Église d'Angleterre le 1er avril.